# نعنای برزیلی
هیپتیس کرناتا (نام علمی: Hyptis crenata) نام یک گونه از تیره نعناعیان است.